# 가고시마시 교통국

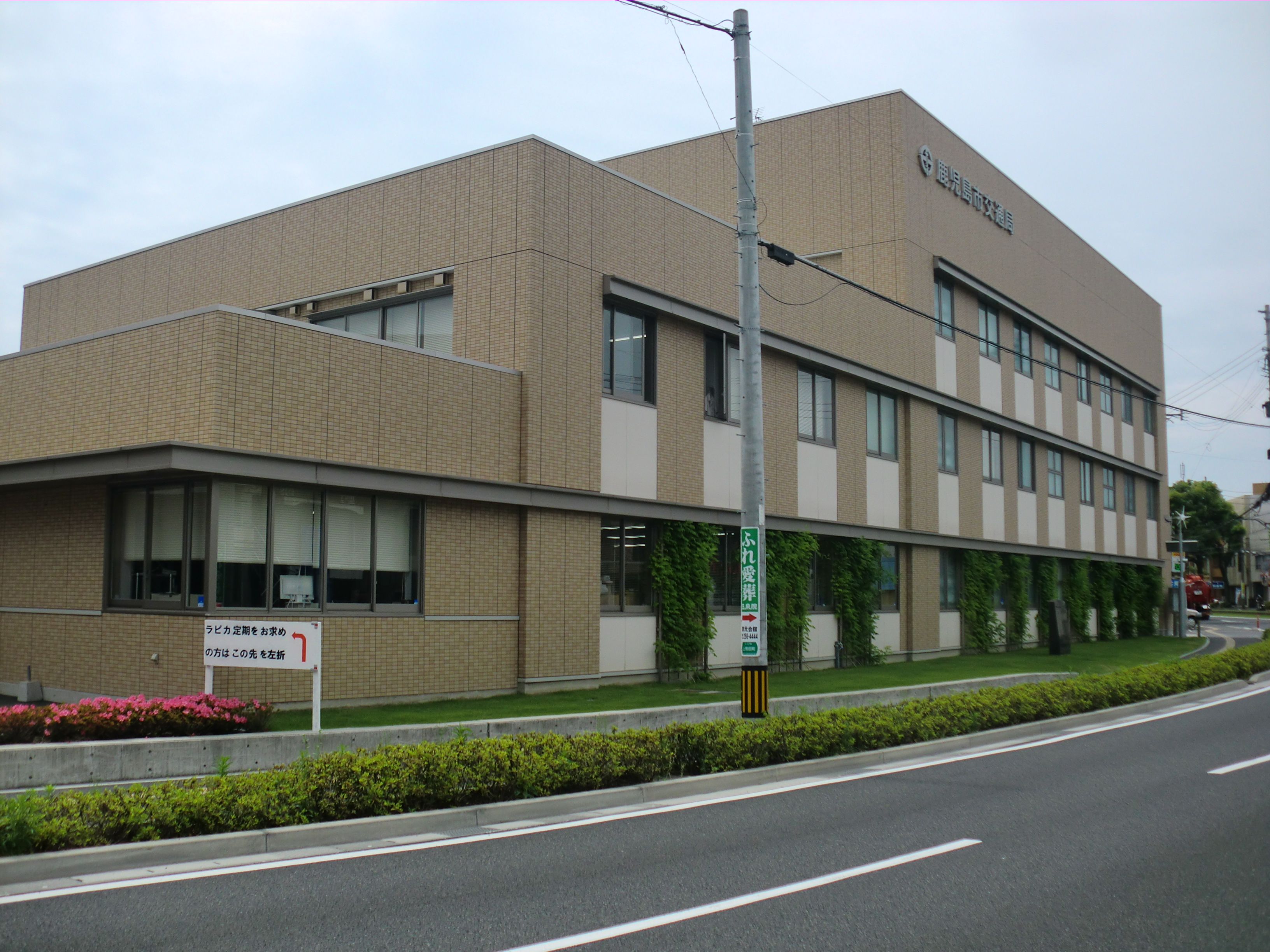
가고시마 시 교통국 본국

가고시마 시 교통국(일본어: 鹿児島市交通局 가고시마 시 고쓰쿄쿠[*])은 일본 가고시마현 가고시마시의 교통을 운영하는 기관이다. 노면전차와과 노선 버스를 운영한다. 또한 가고시마 시영 교통 사업으로 사쿠라지마 페리가 있으나, 가고시마 시 선박국이 운영하는 것으로, 교통국과는 관계가 없다.

## 가고시마 시영 버스
가고시마 시영 버스는 각 운행 계통을 1번, 2번이라고 칭하고 있으며, 구 사쿠라지마 동영 버스 노선도 이 호칭으로 통일되어 있다.